# Neoplocaederus iridescens
Neoplocaederus iridescens là một loài bọ cánh cứng trong họ Cerambycidae.